# Alphabet (œuvre multimédia)
Pour les articles homonymes, voir Alphabet (homonymie).
Alphabet est une œuvre multimédia de Murielle Lefèvre, Frédéric Durieu et Jean-Jacques Birgé d'après Kvĕta Pacovská. Commercialisée sous forme de CD-ROM en 1999, d'après le livre éponyme de l'artiste tchèque.

## Histoire
En 1999, débute la collaboration entre Murielle Lefèvre et la plasticienne Kvĕta Pacovská sur l'adaptation du Théâtre de Minuit. La jeune française adapte pour le petit écran de l'ordinateur le livre de l'artiste tchèque. Devant le succès, artistique, technologique et commercial de ce projet, l'éditeur Syrinx et le producteur NHK décident de lancer un nouveau produit autour d'un autre de Pacovská : Alphabet.
Trois coauteurs signent cette adaptation, outre Murielle Lefèvre de DadaMedia, Jean-Jacques Birgé, signe la partition sonore, quant à Frédéric Durieu il prend en charge la programmation et l'interactivité.
Édité par Syrinx, il est produit par le département éducation de la NHK, la télévision publique japonaise.
Alphabet fonctionne avec trois interfaces (souris, clavier et microphone) mais ne possède, à l'écran, aucune interface apparente, jouant uniquement sur des effets intuitifs.
Le CD-ROM devait être installé et utilisé sur un micro-ordinateur sous Mac OS 7 ou bien Windows 95. En 2003, il a été porté sous Windows 98, XP, 2000 et OSX. Ce titre, publié dans plusieurs pays et récompensé par de nombreux prix internationaux, a fortement marqué l'histoire des arts interactifs. En 2004, Alphabet a été exposé au Centre Pompidou.

## Distinctions et prix
- Grand Prix Möbius des multimédias International 2000[3]
- Prix SACD Multimédia 2000
- Coup de cœur Trophées SVM Mac, Prix de la meilleure adaptation au Festival de Bologne en Italie
- Mention Spéciale au Salon du livre et de la presse jeunesse de Montreuil
- First Prize CineKid en Hollande, GigaMaus en Allemagne
- First Prize Package MMCA au Japon, et aux États-Unis : Oppenheim Toy Portfolio Platinum Award 2002
- Parents' Choice Silver Honor 2001
- Discovery.com Award of Excellence 2001
- Software Magic Award Parenting Magazine 2001, Children's Software Review All Star Award 2001
- Choosing Children's Software Best Pick 2001
- Best Software Pick Edutaining Kids.com 2001
- Prix d'Alphabet aux USA